# Battenberg (Eder)
Battenberg is een plaats in de Duitse deelstaat Hessen, gelegen in de Landkreis Waldeck-Frankenberg. De stad telt 5.391 inwoners.
Het Slot Battenberg behoorde tot de groothertogelijke familie van Hessen; Battenberg is de naam gegeven aan een zijtak van de familie, het geslacht Battenberg.

## Geografie
Battenberg heeft een oppervlakte van 64,73 km² en ligt in het centrum van Duitsland, iets ten westen van het geografisch middelpunt.

## Plaatsen in de gemeente Battenberg
- Berghofen
- Dodenau
- Frohnhausen
- Laisa

## Fotogalerij

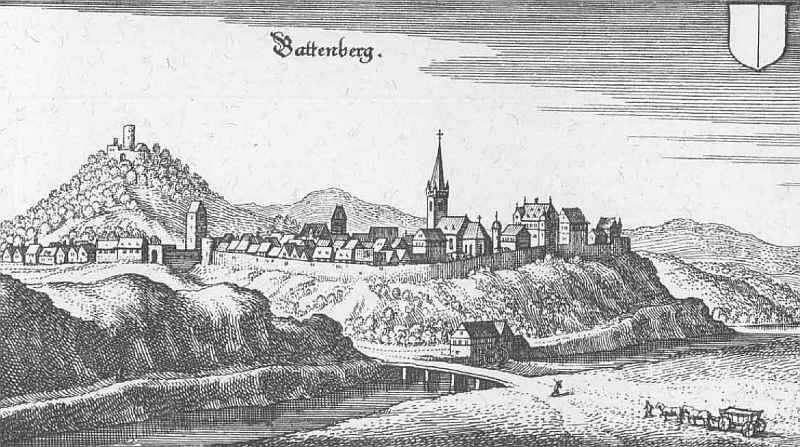
Battenberg in het jaar 1655
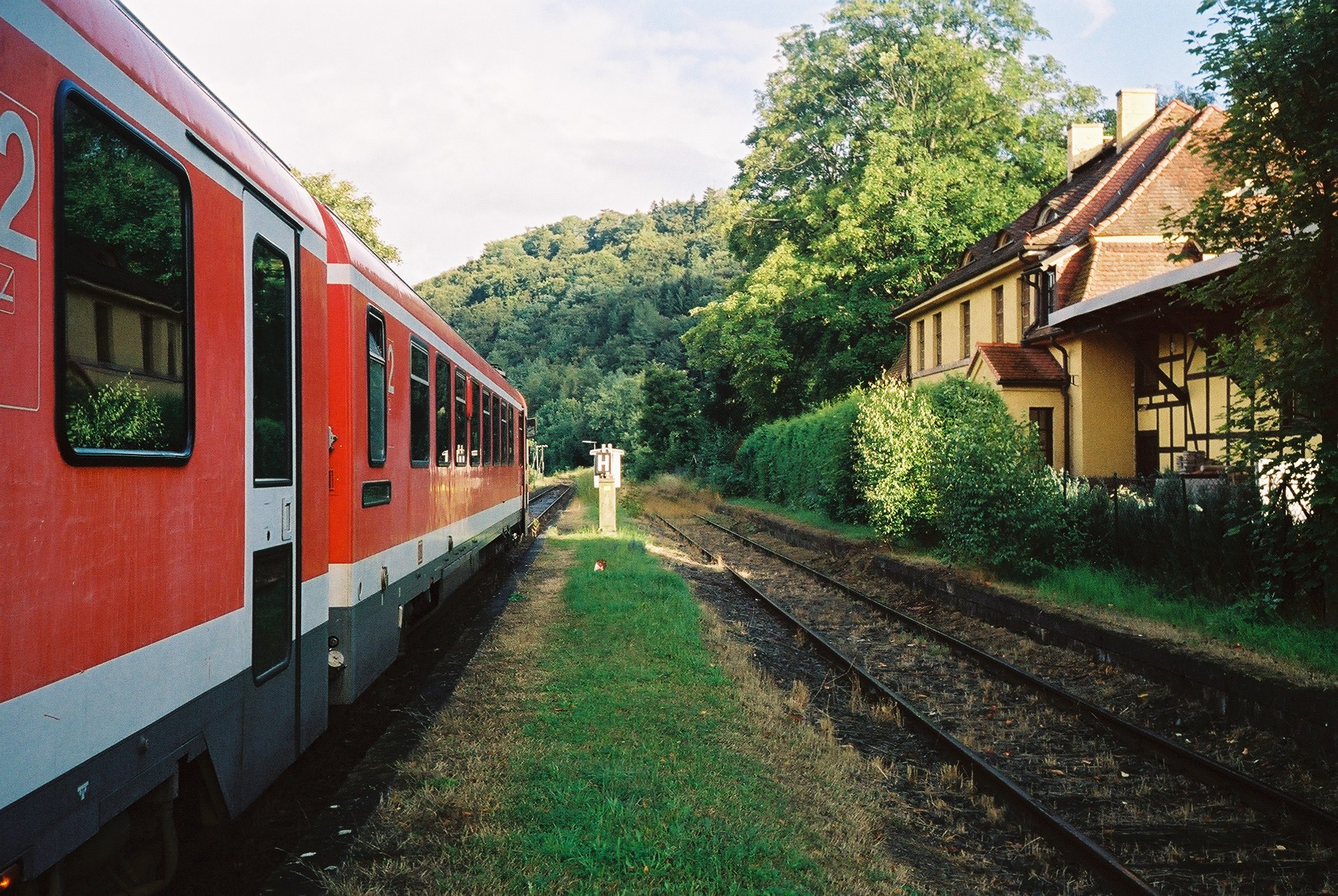
Station

Allendorf (Eder) ·
Bad Arolsen ·
Bad Wildungen ·
Battenberg (Eder) ·
Bromskirchen ·
Burgwald ·
Diemelsee ·
Diemelstadt ·
Edertal ·
Frankenau ·
Frankenberg (Eder) ·
Gemünden (Wohra) ·
Haina (Kloster) ·
Hatzfeld (Eder) ·
Korbach ·
Lichtenfels ·
Rosenthal ·
Twistetal ·
Vöhl ·
Volkmarsen ·
Waldeck ·
Willingen (Upland)